# Ruggero Maccari
Ruggero Maccari (* 28. Juni 1919 in Rom; † 8. Mai 1989 ebenda) war ein italienischer Drehbuchautor.

## Leben
Maccari arbeitete zunächst als Journalist und begann seine Autoren-Tätigkeit für den Film 1948. Sein Sujet waren zumeist Komödien, wobei er neben eher leichtgewichtigen Durchschnitts-Drehbüchern auch anspruchsvollere Vorlagen verfasste, vor allem für den Regisseur Ettore Scola, mit dem er bei einer Reihe von Filmen zusammenarbeitete. Bis zu seinem Tod entstanden so die Bücher zu über 120 Filmen, darunter Klassiker wie Adua und ihre Gefährtinnen, La marcia su Roma, Verliebt in scharfe Kurven, I mostri oder Ehe in Rom.
Zwischen 1952 und 1954 drehte er gemeinsam mit Mario Amendola vier Filme als Regisseur.

## Filmografie (Auswahl)
- 1951: Räuber und Gendarm (Guardie e ladri)
- 1952: Zorro, der Held (Il sogno di Zorro)
- 1952: Ein Auto macht noch keinen Millionär (Cinque poveri in automobile)
- 1954: Die verkaufte Unschuld (Miseria e nobiltà)
- 1954: Geliebte Tram (Hanno rubato un tram)
- 1956: Die schönsten Tage des Lebens (I giorni più belli)
- 1957: Die Freuden der Familie (Il marito)
- 1957: Ehemänner in der Stadt (Mariti in città)
- 1959: Kasernengeflüster (Un militare e mezzo)
- 1959: Überraschungen in der Liebe (Le sorprese dell'amore)
- 1960: Der Meistergauner (Il mattatore)
- 1960: Adua und ihre Gefährtinnen (Adua e le compagne)
- 1961: Das Spukschloß in der Via Veneto (Fantasmi a Roma)
- 1962: Das Mädchen aus Parma (La Parmigiana)
- 1962: Verliebt in scharfe Kurven (Il sorpasso)
- 1963: I mostri
- 1963: Der Ehekandidat (La visita)
- 1964: Auf eine ganz krumme Tour (La congiuntura)
- 1964: Ehen zu dritt (Alta infedeltà)
- 1964: Frivole Spiele (Se permettete parliamo di donne)
- 1965: Einmal zu wenig, einmal zu viel (I complessi)
- 1965: Ich habe sie gut gekannt (Io la conoscevo bene)
- 1966: Die Gespielinnen (La fate)
- 1967: Ehe in Rom (Il padre di famiglia)
- 1967: Ladies, Ladies (Le dolci signore)
- 1968: La Bambolona – die große Puppe (La bambolona)
- 1970: Quadratur der Liebe (Cuori solitari)
- 1970: Die Frau des Priesters (La moglie del prete)
- 1971: Die Sünde (Bianco rosso e…)
- 1974: Der Duft der Frauen (Profumo di donna)
- 1975: Die Schmutzigen, die Häßlichen und die Gemeinen (Brutti, sporchi e cattivi)
- 1977: Ein besonderer Tag (Una giornata particolare)
- 1977: Viva Italia (I nuovi mostri)
- 1978: Ein Sack voll Flöhe (Primo amore)
- 1978: Stau (L'ingorgo – una storia impossibile)
- 1981: Die nackte Frau (Nudo di donna)
- 1981: Passion der Liebe (Passione d'amore)
- 1983: Le Bal – Der Tanzpalast (Le Bal)
- 1985: Macaroni (Maccheroni)
- 1986: Die Familie (La famiglia)